# Ткачик жовтоногий
Тка́чик жовтоногий (Ploceus flavipes) — вид горобцеподібних птахів ткачикових (Ploceidae). Цей рідкісний, малодосліджений вид є ендеміком Демократичної Республіки Конго.

## Опис
Довжина птаха становить 12 см. самці мають переважно чорне забарвлення з зеленуватим відблиском, нижня частина живота у них коричнева. Очі білуваті, лапи жовті. Самиці мають менш яскраве забарвлення без зеленого відблиску. У молодих птахів забарвлення переважно коричнювате, на шиї жовтий "комірець", нижня частина живота оливково-зелена.

## Поширення і екологія
Жовтоногі ткачики є ендеміками вологого тропічного лісу Ітурі на північному сході ДР Конго. Вони живляться переважно комахами і гусінню.

## Збереження
МСОП класифікує цей вид як вразливий. За оцінками дослідників, популяція жовтоногих ткачиків становить від 3500 до 15000 птахів. Їм загрожує знищення природного середовища. Жовтоногі ткачики відомі лише за 9 зразками, останній з яких був зібраний у 1959 році.